# Wolfgang Eicher
Wolfgang Eicher (* 12. September 1952 in Brebach-Fechingen) ist ein deutscher Jurist, der von 1992 bis 2017 Richter am Bundessozialgericht war.

## Werdegang
Nach dem 1976 abgeschlossenen Studium der Rechtswissenschaften an der Universität Saarbrücken und dem 1979 abgelegten Zweiten Juristischen Staatsexamen war Eicher zunächst als Rechtsanwalt tätig. Im Oktober 1979 wurde er Richter auf Probe. Seiner Ernennung zum Richter am Landgericht Saarbrücken im Mai 1982 schloss sich 1983 seine Bestellung zum Richter am Sozialgericht für das Saarland an. Von Juni 1984 bis Mai 1986 erfolgte seine Abordnung als wissenschaftlicher Mitarbeiter an das Bundessozialgericht. Unmittelbar im Anschluss daran kehrte er bis April 1989 in sein Richteramt am Sozialgericht für das Saarland zurück. In diesem Monat wurde er zum Richter am Landessozialgericht für das Saarland ernannt. Seit Juli 1992 war er sodann Richter im Siebten Senat des Bundessozialgerichts. Zum 1. Juli 2007 wurde er zum Vorsitzenden Richter des für die Arbeitslosenversicherung zuständigen Siebten sowie des für Streitigkeiten in Angelegenheiten der Sozialhilfe und des Asylbewerberleistungsgesetzes vorgesehenen Achten Senats bestellt. Mit Ablauf des 31. März 2017 trat er in den Ruhestand.